# F.C. Suburbano de Carabanchel a Chamartín de la Rosa

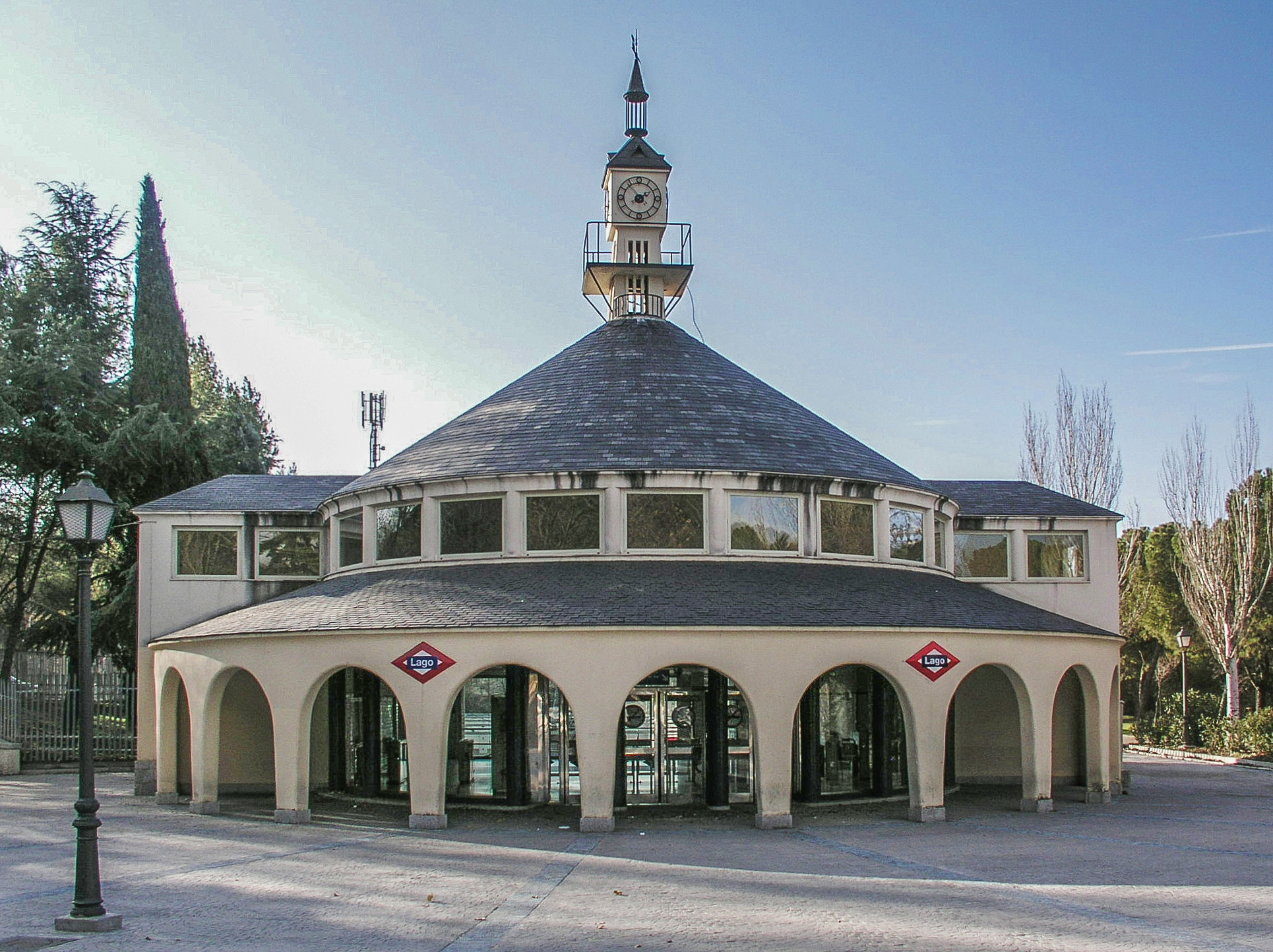
Estación de Lago

Ferrocarril suburbano de Carabanchel es la antigua denominación de parte de las actuales líneas 5 y 10 del Metro de Madrid. El «Suburbano», como se conocía popularmente, era una concesión independiente del Metro puesta en servicio en el año 1961 y en origen estaba explotado por el Estado español, a diferencia del Metro, que era privado desde su origen en 1919 hasta la unificación de ambas redes, ya en manos públicas, en la década de 1980. El Suburbano original disponía de las siguientes estaciones: Plaza de España, Lago, Batán, Campamento, Empalme, Aluche y Carabanchel. La línea disponía de cocheras y talleres propios ubicados en Aluche, actualmente integrados en las instalaciones de la línea 5.

## Características
Una característica principal y diferenciadora del Suburbano es que transcurría en la mayor parte de su trazado en superficie por la Casa de Campo y los barrios de Campamento y Aluche. En los últimos años, ya como parte de las líneas 5 y 10 de Metro, las ampliaciones de esta vía se han realizado de manera soterrada, como la nueva estación de Casa de Campo inaugurada en octubre de 2002. Asimismo se ha procedido al soterramiento de las vías antiguas en el tramo que une las estaciones de Campamento y Empalme cuya reforma fue iniciada en agosto de 2008 y quedó concluida a principios de 2011.
Las nuevas estaciones iniciales se caracterizaban por tener todas ellas andén central, siendo la primera vez que se construía para la salida de viajeros. La estación de Plaza de España también fue un gran avance para la época, pues se construyó a gran profundidad y contaba con las escaleras mecánicas más largas de Europa, además de tener acceso por las estaciones de Plaza de España y Noviciado.

Los andenes de la Plaza de España se encuentran a una profundidad equivalente a la altura de una casa de 10 pisos. Se salva el desnivel en su primera parte por escaleras fijas; después por ascensores con una capacidad para 2000 viajeros por hora en cada sentido, y por escaleras rodantes con capacidad para transportar 8000 personas en el mismo tiempo y en ambos sentidos. El viajero puede pasar en esta estación a otras dos líneas sin salir a la superficie.

## Historia

### Inicios
La idea partía de la premisa que tenía el Ministerio de Obras Públicas de acercar la línea de ferrocarril Madrid-Almorox al centro de la capital, ya que se situaba en la zona oeste y al otro lado del Manzanares, para parar en Plaza de España donde se situaría la sede central de la Explotación de Ferrocarriles por el Estado. El ayuntamiento se inspiró de esta idea del Ministerio de Obras Públicas (MOP) de unir la plaza de España con los Carabancheles, pero el ayuntamiento fue más lejos: quería una línea que fuese de Carabanchel hasta el pueblo de aquel entonces Chamartín de la Rosa. La línea consistiría en partir desde plaza de España, continuar hasta la plaza de Santa Bárbara, para llegar hacia el paseo de la Castellana y llegar a Chamartín de la Rosa. Este proyecto se inició en 1947, años más tarde que el proyecto del MOP. Esta línea tendría una longitud de 16.120 metros y contaría con el ancho de vía de 1.445 mm, igual que la de Metro de Madrid y la misma electrificación de 600 Vcc. Pero tendría otras particularidades como la longitud de los andenes, en este caso de 90 metros frente a los 60 de Metro, y la distancia de los andenes.
Esta son las estaciones previstas en su construcción:
| Número | Nombre de la estación | Tipo previsto                  |
| ------ | --------------------- | ------------------------------ |
| 1      | Chamartín             | Subterránea                    |
| 2      | Generalísimo          | Subterránea                    |
| 3      | Vaguada               | Subterránea                    |
| 4      | Perón                 | Subterránea                    |
| 5      | Fernández Villaverde  | Subterránea                    |
| 6      | Ríos Rosas            | Subterránea                    |
| 7      | Rafael Calvo          | Subterránea                    |
| 8      | Alonso Martínez       | Subterránea                    |
| 9      | Fuencarral            | Subterránea                    |
| 10     | Plaza de España       | Subterránea                    |
| 11     | Lago                  | Estación de superficie grande  |
| 12     | Batán                 | Estación de superficie pequeña |
| 13     | Campamento            | Estación de superficie grande  |
| 14     | Aluche                | Estación de superficie pequeña |
| 15     | Carabanchel Bajo      | Subterránea                    |

En el proyecto de 1953 se revisó la línea de nuevo, en medio del traspaso de la línea al Ministerio. En la revisión se incluyeron tres nuevas estaciones entre Aluche y Carabanchel Bajo. Estas son las mismas:
| Número | Nombre de la estación | Tipo previsto                 |
| ------ | --------------------- | ----------------------------- |
| 1      | Colonia de la Prensa  | Estación de superficie grande |
| 2      | Vista Alegre          | Estación de superficie grande |
| 3      | General Ricardos      | Estación de superficie grande |

### Terminación de las obras
El Ayuntamiento contaba con la concesión por parte del Estado de nuevos tributos, los cuales no se concedieron, por lo que las obras superaron la capacidad económica del consistorio. El 10 de abril de 1953, el Gobierno facultó al Ministerio de Obras Públicas para adquirir al Ayuntamiento este ferrocarril en construcción, mediante el pago de las cantidades invertidas.
La idea del Ministerio de conectar Plaza de España con Chamartín de la Rosa se aplaza debido a que se estaba construyendo el «Túnel de la Risa», un túnel que permitía unir Chamartín con la estación de Atocha, sin necesidad de transbordar en Príncipe Pío y luego a Atocha.
Durante esta época se aprobó la construcción de un tramo vía soterrada, pasada la estación de Campamento. Esto no sería un túnel tal cual, sino un túnel artificial, para facilitar la construcción en ambos lados. Del mismo modo, en 1957 se puso en marcha la construcción de un apeadero junto a la línea Madrid-Almorox. Durante la construcción se construyeron las nuevas cocheras instaladas en la cercanía de la estación de Aluche.
Para la explotación se decidió comprar nuevos trenes, 10 automotores y 10 remolques numerados del 1 al 10 y que tras el traspaso a Metro se denominará serie 300, una serie a las que se les modificó algunas cosas de fábrica para poder realizar el servicio mejor.

### Primer periodo de explotación por el Estado
El día 1 de febrero de 1961 el Jefe del Estado Francisco Franco inaugura el tramo Plaza de España-Carabanchel Bajo con las siguientes estaciones:
| Número | Nombre de la estación | Tipo previsto                  |
| ------ | --------------------- | ------------------------------ |
| 1      | Plaza de España       | Subterránea                    |
| 2      | Lago                  | Estación de superficie grande  |
| 3      | Batán                 | Estación de superficie pequeña |
| 4      | Campamento            | Estación de superficie grande  |
| 5      | Aluche                | Estación de superficie pequeña |
| 6      | Carabanchel Bajo      | Subterránea                    |

Al inaugurar estas estaciones se pusieron en servicio el mismo día en esta línea de metro. El mismo día se inauguró el tramo Tetuán-Plaza Castilla de la línea 1 de metro. Meses más tarde se inaugurará entre las estaciones de Campamento y Aluche la nueva estación llamada Empalme-Apeadero, donde se podía transbordar al ferrocarril de Madrid-Almorox (actual línea de Móstoles). De momento, la parada es facultativa; es decir, paraba algunas veces, pero años más tarde se abrirá una estación para el tránsito de personas debido a los nuevos planes urbanísticos.
Debido al aumento de gente por los nuevos desarrollos urbanísticos de Carabanchel o la visita de las personas a la Casa de Campo se dispuso la compra de nuevos trenes de segunda generación numerados desde el 101-106 y con la siguiente composición: M+R+M.
El 1 de enero de 1964 se publicó un nuevo sistema de tarifas:
- billete sencillo: 1,50 pesetas
- combinado con Metro convencional: 2 pesetas
- ida y vuelta (ida antes de las 9:00 h): 2,50 pesetas
- ídem combinado con el Metro: 4 pesetas.

### Segundo periodo de explotación por el Estado
El día 5 de junio de 1968 se produce la unión de la línea 5 de metro en la estación de Carabanchel con el Ferrocarril Suburbano. Esta línea tiene la cabecera en Carabanchel e iba a Callao, para ello en la estación de Carabanchel se dispuso el andén central para el transbordo entre ambas líneas, en el cual se instalaron unas valla debido al cambio tarifario de ambas zonas. Debido a que esta nueva línea no tiene sitio en las cocheras que dispone para guardar el material se decide ampliar las cocheras de Aluche por un lado, para el mantenimiento de los trenes. Esto tenía un problema: Metro de Madrid mantenía su ancho de 1445 mm, mientras que el Suburbano tenía el ancho Stephenson de 1435 mm. Estos problemas se subsanaron años más tarde.
En 1970, se produjo el cierre de la línea Madrid-Almorox, quedando algunos restos de la vía entre Móstoles y Navalcarnero. Con este cierre, los Ferrocarriles de Vía Estrecha (FEVE) planean la construcción del Suburbano II, un ramal desde la estación de Empalme hasta Móstoles con vía de 1445 mm, la misma que Metro y con una tensión de 1500 Vcc, frente a los 600 Vcc que tenía el Suburbano. Esto quedó en un plano, ya que a FEVE no se le dio la concesión de este tramo sino que se la dieron a RENFE.
Pronto el Ferrocarril Suburbano de Carabanchel inició las obras de mejora de sus instalaciones. Una de las obras más importantes es el cambio de ancho de vía. Como hemos dicho antes utilizaba el ancho Stephenson (1435 mm), cambiando al ancho madrileño, es decir, el que utiliza Metro de Madrid de 1445 mm, quedando con el mismo. Además, se reformaron estaciones como la de Plaza de España, en la cual se mejoraron sus accesos e instalaciones y al igual se transformó la estación de Aluche, para la correspondencia de la línea de Móstoles-Aluche operada por RENFE.

### Unificación con el Metro
Con la apertura de la línea de Móstoles citada anteriormente, se procede a la correspondencia de ambas líneas en la estación de Aluche. Es decir, Carabanchel forma parte de la línea 5 de Metro eliminándose el transbordo en esa estación. Por su parte, Metro de Madrid tuvo que modificar los trenes de la línea 5, en esa época trenes de la serie 1000, ya que no estaban preparados para salir al exterior.
En 1974, la compañía compra nuevos trenes de la Serie 300, numerados con los números 330-363; estos trenes son de la factoría CAF, con la estética de FEVE de la época con la incorporación del logo de «doble zeta», con un nuevo estilo muy moderno para la época; más tarde se comprarían más trenes para la ampliación hacia Alonso Martínez.
El Ferrocarril Suburbano de Carabanchel, al igual que Metro de Madrid, estaba operado por el Estado. En 1979, el Estado concede al Ayuntamiento y a la Comunidad la titularidad de ambas compañías.
El 17 de diciembre de 1981 se inauguraba el trayecto desde la Plaza de España hasta Alonso Martínez, la cual tenía correspondencia con la línea 1 de Metro en la estación de Tribunal, y con la 4 y la 5 en la estación de Alonso Martínez. Para el funcionamiento se compran nuevos trenes para cumplimentar este último trayecto inaugurado.
Poco después, el Suburbano deja de llamarse así, denominándose línea 10 y pasando así a formar parte de Metro de Madrid. Con esto se pone fin a la presencia de FEVE en la zona centro, ya que las competencias de este tramo pasan a ser de la Comunidad de Madrid y del Ayuntamiento.